# Iacobus de Abbatis
Iacobus de Abbatis, pseud. Rezain a. Radzian (ur. 2. poł. XVI w. w Reggio, zm. po 1631) – włoski skrzypek, i kompozytor.
Abbatis przybył do Polski w drugiej połowie lat 90. XVI w., aby wejść w skład nadwornej kapeli królewskiej Zygmunta III Wazy. Pozostał w niej do roku 1631. Jego twórczość kompozytorska jest tak samo mało znana jak biografia. Do naszych czasów przetrwał jedynie jeden zbiór z utworami jego autorstwa – Melodie sacrae (Kraków 1604), gdzie także zachowały się one w szczątkowym stanie (tylko głosy C, A, T - I chori). Jedyną w pełni znaną kompozycją Abbatisa jest ośmiogłosowy motet Ego sum pastor bonus.